# Buonalbergo
Buonalbergo ist eine Gemeinde in Italien in der Region Kampanien in der Provinz Benevento mit 1528 Einwohnern (Stand 31. Dezember 2023). Sie ist Mitglied der Bergkommune Comunità Montana del Fortore.

## Geographie

Lage von Buonalbergo in der Provinz Benevento

Die Gemeinde liegt etwa 25 km östlich der Provinzhauptstadt Benevento am Fluss Calore Irpino. Die Nachbargemeinden sind Apice, Casalbore (AV), Montecalvo Irpino (AV), Paduli, San Giorgio La Molara und Sant’Arcangelo Trimonte. Die Ortsteile lauten Brecciale, Campanili, Cesine, Ficonera, Fontana Crocelle, Fontanone, Montepalumbo, Ponteladrone, Scarpuzza, Tavernola und Toppo del Notaio.

## Wirtschaft
Die Gemeinde lebt hauptsächlich von der Landwirtschaft. 

## Infrastruktur

### Straße
- Staatsstraße 90 Venticano - Foggia

### Bahn
- Der nächstgelegene Bahnhof ist in Montecalvo Irpino an der Bahnstrecke Caserta–Foggia zu finden.

### Flug
- Flughafen Neapel

## Wichtige Persönlichkeiten
- Gastone Mojaisky-Perrelli (1914–2008), römisch-katholischer Diplomat des Vatikans und Erzbischof von Conza-Sant’Angelo dei Lombardi-Bisaccia in Italien
- Raffaele Kardinal Farina SDB (* 1933), italienischer Ordenspriester und Kurienkardinal der römisch-katholischen Kirche